# HIStory: Past, Present and Future, Book I
HIStory: Past, Present and Future Book I (с англ. — «Его история: прошлое, настоящее и будущее. Книга I») — девятый студийный альбом американского автора-исполнителя Майкла Джексона. Релиз в Европе состоялся 15 июня, а в США — 20 июня 1995 года на лейбле Epic Records. HIStory представляет собой двухдисковое издание: на первом компакт-диске представлена компиляция из 15 известных хитов музыканта, на втором — новый материал. Новые композиции выдержаны в жанрах фанка, блюза, ритм-н-блюза, хип-хопа, госпела, рока, индастриала и песни протеста, а также в стиле классического кроссовера. В текстах песен Джексон затрагивает широкий спектр социальных проблем: расизм, материализм, коррупция, искажение событий средствами массовой информации, проблемы экологии и другие.
Джексон выступил в роли исполнительного продюсера HIStory, принимая непосредственное участие в записи каждой песни, в трек-лист вошли семь композиций его авторства. Кроме того, музыкант посотрудничал с Джимми Джемом и Терри Льюисом, Дэвидом Фостером, R. Kelly, Далласом Остином и своими давними партнёрами. В конце июня — начале июля 1995 года альбом дебютировал на верхних строчках чартов США и Великобритании, а также возглавил общеевропейский хит-парад Eurochart Hot 100. Продажи HIStory по различным источникам составляют от 20 до 30 млн экземпляров (40 — 60 млн компакт-дисков). В качестве синглов из пластинки были выпущены 5 композиций: «Scream», «You Are Not Alone», «Earth Song», «They Don’t Care About Us» и «Stranger in Moscow». HIStory был отмечен одной статуэткой «Грэмми», тремя «MTV Video Music Awards» и несколькими другими наградами.
В сентябре 1996 г. стартовал третий сольный мировой тур Майкла Джексона в поддержку альбома HIStory — HIStory World Tour, который стал самым успешным сольным туром 90-х годов. В рамках этой серии концертов 17 сентября 1996 г. состоялся второй приезд Джексона в Россию: музыкант дал концерт на стадионе Динамо в Москве. Турне продолжалось чуть больше года, всего музыкант дал 89 концертов, их посетили около 4,5 млн человек. HIStory World Tour стал самым посещаемым и прибыльным туром Джексона, певец заработал около 165 млн долларов, при этом большая часть доходов с продаж билетов была отправлена на благотворительные цели.

## Предыстория
В ноябре 1991 года Майкл Джексон выпустил свой восьмой студийный альбом Dangerous. Зимой пластинка дебютировала на вершинах хит-парадов США и Великобритании. В течение двух лет из неё было выпущено 9 синглов и видеоклипов к ним. Наиболее успешными в мире стали синглы «Black or White» и «Remember the Time», в странах Европы успеха также добились «Heal the World», «Will You Be There» и «Give in to Me». Альбом был отмечен одной «Грэмми», двумя «American Music Awards» и несколькими другими статуэтками.
В начале 90-х гг. Джексон стал объектом шантажа: отец одного из детей, посещавших поместье музыканта, Эван Чандлер решил воспользоваться знакомством своего сына со знаменитостью и потребовал у певца деньги на развитие собственной карьеры кино-сценариста. В противном случае Чандлер угрожал тем, что «с карьерой Джексона будет покончено». Музыкант ответил ему отказом. В конце августа 1993 года певец открыл вторую часть своего мирового тура в поддержку альбома Dangerous, тогда же против него были выдвинуты обвинения Эвана Чандлера в растлении его сына. Против певца был подан гражданский иск с требованием денежной компенсации и начато уголовное расследование. Таблоиды писали об обвинениях, поднимая истерию и заранее предрекая ему проигранный суд: «Конкуренция среди новостных агентств тогда возросла до такой степени, что появлявшуюся информацию вообще никто не проверял», — вспоминал репортёр KNBC Конан Нолан. Джексон затем ещё продолжал гастроли, но в связи со стрессом у него возникли проблемы со здоровьем и он был вынужден прервать турне. Артист урегулировал гражданское дело вне суда за официально нераскрытую сумму, надеясь защититься в уголовном процессе. Но уголовные обвинения так и не были предъявлены: жюри присяжных в двух округах не нашли доказательств преступления, а сам обвинитель отказался давать показания. Лиса Мари Пресли поддерживала певца в тяжёлый для него период, их дружба переросла в роман, и в 1994 году они поженились.
Ранее компания Sega предложила Джексону написать музыку для игры Sonic the Hedgehog 3. Вместе со своей командой певец записал необходимые треки, однако в финальные титры имя музыканта не попало. По одной версии — из-за разразившегося скандала, по другой — Джексон был недоволен качеством звука консоли Sega Mega Drive, и сам потребовал исключить своё имя из титров. В начале 90-х создатели фильма «Семейные ценности Аддамсов» захотели использовать ещё неизданные песни Джексона «Is It Scary» и «Ghosts» в качестве саундтрека. Но в результате конфликта c лейблом певца, студия Paramount так и не получила право использовать композиции в своей картине. В 1997 году певец включил «Is it Scary» и «Ghosts» в альбом Blood on the Dance Floor: HIStory in the Mix, в том же году состоялась премьера короткометражного музыкального фильма режиссёра Стэна Уинстона «Майкл Джексон: Призраки».

## История создания
Начало записи альбома было запланировано на тот же день в январе 1994 года, когда случилось разрушительное землетрясение в Лос-Анджелесе. В связи с этим, Джексон принял решение перенести запись в Нью-Йоркскую студию Hit Factory. Как и в случае с предыдущим альбомом, Dangerous, певец взял на себя роль исполнительного продюсера новой пластинки. Музыкант включил в HIStory семь своих композиций: «They Don’t Care About Us», «Stranger in Moscow», «Earth Song», «D.S.», «Money», «Childhood» и «Little Susie». Баллада «Childhood» была записана с живым оркестром, в тот же день музыкант с одного дубля записал трибьют Чарли Чаплину — «Smile». Ещё одной кавер-версией в альбоме Джексона стала композиция The Beatles «Come Together». В альбом также вошли три трека, написанные музыкантом в соавторстве с Джимми Джемом и Терри Льюисом: дуэт с Джанет Джексон «Scream», «Tabloid Junkie» и «HIStory». Кроме того, на пластинку попали две композиции давних музыкальных партнёров певца Брюса Свидена и Рене Мура. Вместе с Далласом Остином они написали «This Time Around» и «2 Bad».
«Каждая песня в этом альбоме была записана по-разному, росла и развивалась в процессе записи», — вспоминал звукорежиссёр Брюс Свиден. Журналист портала Acoustic Sciences Corporation заинтересовался богатым и объёмным звучанием пластинки, нехарактерным для альбомов середины 90-х. Связавшись с Брюсом Свиденом, он выяснил, что музыкант и звукорежиссёр применяли для настройки акустики студийных помещений устройства ASC под названием Tube Traps. При этом они экспериментировали с настройками и расстановкой этих устройств в поисках самых интересных звуковых пространств.
Многие работы так и не попали в трек-лист, так музыкант поработал над несколькими композициями для пластинки с Бэбифейсом, его песню «Why» Джексон записал вместе с группой 3T, состоящей из его племянников. В 1996 году коллектив выпустил этот дуэт в своём дебютном альбоме Brotherhood. Демоверсия песни Джексона «Much Too Soon», написанная ещё в начале 80-х гг., записанная в 1994 году, была доработана продюсерами после смерти музыканта и в 2010 была выпущена на его посмертной пластинке Michael.

### Особенности композиции альбома
Первый диск издания является сборником лучших хитов Майкла Джексона. Критик журнал Cashbox отметил, что композиции подобраны так, чтобы показать его огромное, неоспоримое влияние на мир популярной музыки. Певец является одним из немногих исполнителей, объединяющих элементы множества жанров — таких как рок, поп, диско, соул и госпел — в музыку, которая охватывает крупную массовую аудиторию. «Эти композиции напоминают и поклонникам и скептикам, что Джексон — артист мирового масштаба, чья музыка оказала большое социальное, политическое и культурное влияние на мир, в котором мы живём», — пишет рецензент. В новом материале музыкант во многих треках звучит агрессивно и рвано. Обозреватель отмечает: Джексон повествует о том, какой большой ценой достаётся известность и удача и обращается, в том числе, к журналистам, которые критикуют его персону вместо его музыки. В обзоре для портала Albumism рецензент пишет: «Для тех, кто воспринимал Джексона как человека, оторванного от реальности и потерявшегося в собственных фантазиях, этот альбом будет звучать жёстко, честно и грубо. В этой пластинке певец показал всё, что он пережил за прошедшие годы — свою историю». HIStory содержит в себе борьбу с несправедливостью, взлёты и падения, альбом начинается с крика («Scream») и завершается улыбкой («Smile») — таким образом артист сумел выразить в музыке как свои страдания, так и природный оптимизм.
- «Scream». Открывает компиляцию нового материала агрессивный трек «Scream», выдержанный в жанрах фанка, техно, рока и индастриала[28][29][30]. Песня была спродюсирована Джимми Джемом и Терри Льюисом, они предложили Джексону несколько инструментальных треков на выбор, вместе с сестрой, Джанет Джексон, он доработал один из них, ставший их дуэтной песней[31]. В дуэте с сестрой, певец повествует об огромном давлении на него со стороны средств массовой информации, протестуя против клеветы и стереотипов[28].

- «They Don’t Care About Us». Песня протеста, в которой Джексон в очередной раз поднимает острую тематику социальных проблем и жёстко критикует американские ценности и идеологию. Певец работал над ней ещё в процессе записи пластинки Dangerous, но для альбома она тогда ещё не предназначалась. Композиция сочетает в себе элементы ритм-н-блюза, хип-хопа и хард-рока[32][28]. Музыкант долго работал со звукоинженерами над партиями ударных инструментов, которые в результате состоят из нескольких сотен наложенных друг на друга дорожек перкуссионных звуков[33].
- «Stranger in Moscow». Трек «Stranger in Moscow» был написан музыкантом в 1993 году в номере московского отеля дождливым утром. Создание именно этой композиции стало толчком к выпуску нового полноценного студийного альбома[34]. Песня представляет собой печальную балладу об одиночестве: «Каково это? Каково это, когда ты один и внутри холодно? Словно ты чужестранец в Москве»[34]. Печальную атмосферу трека передают медленный темп и минорные тональности[35]. В качестве перкуссии в песне использован битбокс музыканта, композиция выдержана в жанре ритм-н-блюза[34].
- «This Time Around». С началом следующей композиции происходит шокирующий слушателя тематический и звуковой контраст[36]. Звучат грубые гитарные риффы, глухой бит. В тексте певец гневно обращается к тем, кто желает использовать его с целью извлечь выгоду[27]. Текст рэп-секции в исполнении Notorious B.I.G. напоминает, что предательство может возникнуть с любой стороны[36][27]. Песня по мнению критиков является продолжением развития нью-джек-свинга, а также сочетает в себе элементы хип-хопа и фанка[36][37]. «Очевидны афроамериканские музыкальные корни певца, звучание композиции присуще работам продюсера Далласа Остина середины 90-х гг. Однако слышен и вклад Джексона в продюсирование трека — это его вокальные приёмы и характерные для него сложные гармонии», — писал рецензент портала Renownedforsound.com[37].

- «Earth Song». Текст «Earth Song» затрагивает вопросы экологии, браконьерства, прав человека и охраны окружающей среды. Композиция выдержана в стиле классического кроссовера и сочетает в себе элементы блюза и госпела. Музыкант работал над «Earth Song» около 7-ми лет — Джексон начал писать её под названием «What About Us» ещё в конце 80-х гг[39][40]. Первоначально певец задумывал композицию как трилогию, состоящую из оркестрового вступления, основной части и зачитанной поэмы под названием «Planet Earth». В 1994 году Джексон переименовал и переработал её[39]. В записи принял участие хор Андре Крауча[англ.]. Кульминация композиции была записана в последний день студийной сессии для альбома, поскольку певец собирался «убить» свой голос в процессе[39].
- «D.S.» Эту композицию Джексон написал в адрес окружного прокурора Санта-Барбары Томаса Снедонна[41]. В окончательной версии песни его имя изменено, в припеве музыкант повторяет строчку: «Dom Sheldon is a cold man» (с англ. — «Дом Шелдон жесток»), однако в рукописи Джексона композиция называется «T. S.»[42]. Гитарное соло было исполнено Слэшем[41]. В «D.S.» музыкант смешал между собой жанры фанка и рока, в композиции содержится семпл песни британской рок-группы Yes «Owner of a Lonely Heart»[41][43].
- «Money». Музыкант поднимает в своём тексте вопросы алчности, материализма и предательства, повествует о людях, жаждущих получить деньги любой ценой[44][45]. Песня построена на трёх совмещённых басовых партиях, а по мере развития структура композиции становится всё более многослойной[44]. Во второй половине трека слышно, как Джексон проговаривает: «Если хотите денег, заработайте их с достоинством», а затем называет фамилии крупнейших предпринимателей США: Вальдербильт, Морган, Трамп, Рокфеллер, Карнеги, Гетти.
- «Come Together». Певец решил включить в альбом свою кавер-версию на один из своих любимых хитов группы The Beatles[16]. Она была записана Джексоном ещё в конце 80-х гг и первоначально предназначалась для саундтрека к фильму 1990 года «Дни грома», но из-за разногласий со звукозаписывающим лейблом она так туда и не попала[44][46]. Песня завершала музыкальный фильм певца «Лунная походка»[46]. От оригинального исполнения группы версия Джексона отличается большей динамичностью и элементами фанка[47]. Рецензент журнала Cashbox отметил в композиции баланс между соулом и роком: «Этот утяжелённый вариант, вероятно, пришёлся бы по душе своему автору»[26].
- «You Are Not Alone» была написана R. Kelly специально для Джексона. Баллада выдержана в жанре ритм-н-блюза и была написана Келли под впечатлением от событий в его личной жизни[48]. С его разрешения Джексон переписал кульминацию песни, музыканты работали над композицией в течение трёх недель, в записи принял участие хор Андре Крауча[48][49]. Критики называли «You Are Not Alone» классическим хитом в стиле R. Kelly[37].
- «Childhood». Одна из двух композиций в альбоме записанных Джексоном с живым оркестром. Это автобиографичная баллада о потерянном детстве музыканта[16][48]. Бэк-вокал был исполнен детским хором Нью-Йорка. По словам певца, «Childhood» — одна из тех его песен, в текст которых вложен глубокий смысл, и при этом они имеют простую мелодию. «Я всегда мечтал создавать именно такие композиции, которые смогут исполнять люди по всему миру», — говорил певец в интервью[16]. Обозреватель французского портала NRJ посчитал, что источником вдохновения для песни мог стать сказочный мир Питера Пэна[50]. Журналист The Baltimore Sun отметил, что в «Childhood» музыкант рассказал о тяжёлом пути взросления в шоу-бизнесе, поэтому песня может найти отклик среди других бывших детей-звёзд[51].
- «Tabloid Junkie». После оркестровой баллады следующая песня начинается с голоса новостного диктора, повторяющего таблоидные сплетни о Джексоне. Появляются всё новые голоса, они наслаиваются друг на друга, сливаются в шумную какофонию, это продолжается до тех пор, пока их голоса не становятся похожи на крики диких животных[52]. Певец осуждает средства массовой информации за постоянное искажение событий и манипулирование восприятием реальности у публики: «Если вы лишь прочли что-то в журнале или увидели на телеэкране — не воспринимайте это как факт» (англ. Just because you read it in a magazine/Or see it on the TV screen/Don't make it factual)[52][45]. «Tabloid Junkie» — акустически многослойная композиция, критики называли её «гигантской фанк-роковой конструкцией»[29]. В качестве перкуссии певец снова использовал свой битбокс[52].
- «2Bad». «2Bad» продолжает традиционное для Джексона смешение нескольких жанров в одной композиции. Критики заметили в «2Bad» элементы фанка, рока, рэпа и госпела[53]. В тексте содержится очередной посыл против идеологии и системы, певец заявляет, что чувствует себя мишенью из-за своей расы и социального статуса[53]. Джексон вновь поднимает вопросы расизма, жадности, лжи СМИ и коррупции в правительстве[53]. Рэп-секция после бриджа композиции была исполнена баскетболистом Шакилом О’Нилом[53].
- «HIStory». Далее слушателя ожидает очередной музыкальный контраст: звучит фрагмент оркестровки произведения «Картинки с выставки» Модеста Мусоргского[54]. Песня представляет собой один из экспериментальных треков Джексона, построенный на принципах госпела и архаического песенного жанра — афроамериканской рабочей песни[54]. Бэк-вокал для композиции был записан группой Boyz II Men. В песне содержится контраст между формой «зова и ответа» в коротких куплетах и традиционным мелодичным припевом — критики посчитали переходы между ними даже слишком резкими[55]. Время от времени в композиции звучат отрывки речи Мартина Лютера Кинга, текст «HIStory» повествует о долгом, мучительном пути к победе, его можно назвать речью о гражданских правах, положенной на музыку[56].
- «Little Susie». Первую версию «Little Susie» Джексон записал ещё в 1979 году[57]. Песня начинается с отрывка из реквиема Мориса Дюрюфле под названием «Pie Jesu»[57]. Певец позаимствовал аккорды струнных из композиции «Рассвет закат» из мюзикла «Скрипач на крыше»[56]. Текст повествует о трагической гибели одинокой маленькой девочки из-за безразличия взрослых: «Пренебрежение может убить как нож в сердце», — поёт музыкант[56]. Критики недоумевали, как эта мрачная композиция, буквально «мини-опера», могла оказаться на одной пластинке с треками современных продюсеров[56][29].
- «Smile». Джексон записал «Smile» в качестве трибьюта одному из своих кумиров — Чарли Чаплину[58]. Песня была записана музыкантом с живым оркестром с одного дубля в тот же день, что и «Childhood»[59]. Джексон признавался, что «Smile» — его самое любимое музыкальное произведение[60]. «Он любил эту песню больше, чем свои собственные, и не боялся об этом сказать», — вспоминал звукорежиссёр Брюс Свиден[англ.][60]. «Улыбайся, даже если сердце болит, даже если оно разбито», — драматичная по мнению критиков баллада завершает альбом по законам жанра трагедии, оставляя горький осадок[61].

## Релиз ипромо
Релиз HIStory первоначально был запланирован на конец 1994 года, однако к тому моменту Джексон ещё не был удовлетворён качеством подготовленного материала, и в последующие несколько месяцев занимался его доработкой.  Релиз в Европе состоялся 15 июня, а в США — 20 июня 1995 года. Альбом представляет собой двухдисковое издание, на первом компакт-диске представлена компиляция из 15 известных хитов музыканта, на втором — новый материал. В конце июня — начале июля 1995 года HIStory дебютировал на верхних строчках чартов США и Великобритании, а также возглавил общеевропейский хит-парад Eurochart Hot 100.
На рекламную кампанию к альбому Sony Music выделили 30 млн долларов. Релизу пластинки предшествовал масштабный рекламный ролик «HIStory Teaser», снятый в Будапеште режиссёром Рупертом Уэйнрайтом. В Европе торжественно были открыты почти 10-метровые (32 фута) статуи из стали и стекловолокна, изображавшие Джексона в полный рост — аналогичные той, что изображена на обложке альбома. Затем статуи были сплавлены на баржах по течению Темзы и других крупных европейских рек. Некоторые из них, а также их копии, в дальнейшем были установлены в качестве памятников певцу по всему миру.
Продажи альбома по различным источникам составляют от 20 до 30 млн экземпляров (40 — 60 млн компакт-дисков).

### Синглы и видеоклипы
В качестве лид-сингла из альбома в конце мая 1995 года был выпущен дуэт Майкла и Джанет Джексон «Scream». Почти за две недели до релиза композиции песня была слита на американские радиостанции. Представители Epic Records были в ярости, и привлекли к ситуации своих юристов, хотя утечка песни почти не навредила продажам сингла. «Scream» заняла пятую строчку в американском чарте Billboard Hot 100 и стала второй в Hot R&B/Hip-Hop Songs. Cингл возглавил общеевропейский хит-парад European Hot 100, а также чарты Венгрии, Финляндии, Новой Зеландии и ещё нескольких стран мира. «Scream» получила золотой сертификат в Новой Зеландии и платиновый в США. Видеоклип, был снят режиссёром Марком Романеком, бюджет съёмок составил 7 млн долларов — это самое дорогое музыкальное видео в мире. Премьера ролика состоялась на телеканале ABC 14 июня 1995 года.
В конце июля состоялась премьера видеоклипа на песню «You Are Not Alone», в котором Джексон появился полуобнажённым вместе со своей тогдашней женой Лисой Мари Пресли. С помощью режиссёра Уэйна Айшема пара воплотила в ролике образы с картины Максфилда Пэрриша «Рассвет». Две недели спустя песня поступила в продажу в качестве  второго сингла из альбома Джексона. 2 сентября впервые за всю историю американского чарта Billboard Hot 100 песня дебютировала с первой строчки. За это достижение Джексон был удостоен специальной награды от «Billboard Music Awards», композиция попала в Книгу рекордов Гиннесса. Песня возглавила общеевропейский хит-парад European Hot 100, а также чарты Великобритании, Ирландии, Новой Зеландии и ещё нескольких стран мира.
Третьим синглом из HIStory стала «Earth Song», песня была выпущена 27 ноября 1995 года. Релиз в США и Канаде не состоялся. Композиция возглавила чарты Великобритании, а также Германии где она стала самым продаваемым синглом Джексона. «Earth Song» заняла первую строчку и в общеевропейском хит-параде, а также получила несколько платиновых сертификатов в странах Европы. Видеоклип был снят режиссёром и фотографом Ником Брандтом, съёмки прошли на четырёх континентах на различных площадках. В 1997 году ролик был номинирован на «Грэмми» в категории «Лучшее музыкальное видео». Сама композиция была удостоена награды имени Дорис Дэй от «Genesis Awards».
«They Don’t Care About Us» была выпущена в качестве четвёртого сингла из альбома HIStory 31 марта 1996 года. Песня заняла высокие позиции в европейских чартах, она возглавила хит-парады Венгрии, Германии, Италии и Чехии, четвёртую строчку композиция заняла в чарте Великобритании. В американских хит-парадах песня не добилась большого успеха и оказалась лишь на 30-м месте Billboard Hot 100. Ещё до выхода нового альбома Джексона критики неверно истолковали смысл нескольких строк композиции, результатом стали обвинения певца в антисемитизме. В одном из интервью певец ответил на вопрос о песне: «Текст композиции не имеет отношения к антисемитизму, я не расист». Джексон также отметил, что в его окружении много друзей евреев. В официальном заявлении музыкант объяснил: «Это песня о боли от несправедливости, способ обратить внимание на социальные и политические проблемы. Это голос атакованных, угнетённых людей». Певец впоследствии перезаписал спорные строки композиции на более нейтральные, именно эта альтернативная версия песни выпускалась на более поздних тиражах альбома и сингла. Поднятая шумиха сказалась на популярности «They Don’t Care About Us» в США: радиостанции неохотно брали трек в ротацию, телеканалы подвергали цензуре или вообще отказывались показывать видеоклипы. С режиссёром Спайком Ли Джексон снял два ролика на песню. Съёмки первого из них прошли в Бразилии, телевизионная премьера этого видео состоялась в марте 1996 года, причём MTV и VH1 подвергли ролик цензуре. Поскольку певец остался недоволен первым видеоклипом, было принято решение смонтировать ещё одну версию из кадров, снятых в одной из тюрем Нью-Йорка, и архивных съёмок, демонстрирующих избиения арестованных полицией людей, геноцид и голод. Данную версию ролика американские телеканалы наотрез отказались брать в ротацию, посчитав её слишком провокационной — телевизионная премьера в США так и не состоялась.
Трек «Stranger in Moscow» стал пятым и последним синглом из альбома. Релиз состоялся в Австралии, Новой Зеландии и странах Европы в начале ноября 1996 года, а в США лишь полгода спустя были выпущены ремиксы на песню. Фото на обложках сингла было сделано во время визита Джексона в Москву в 1993 году. «Stranger in Moscow» заняла 4-ю строчку в чарте Великобритании, стала второй в Италии и пятой в Швейцарии. Режиссёром нецветного ролика на песню стал Ник Брандт.
На стороне B сингла «Scream» была выпущена песня «Childhood». Эта композиция прозвучала в фильме «Освободите Вилли 2», оригинальная и инструментальная версии песни вошли в альбом-саундтрек к ленте. Композиция сопровождалась видеоклипом, снятым Ником Брандтом в национальном парке «Секвойя».

### Концертные выступления
В течение полугода после релиза HIStory Джексон готовился к специальному концерту под названием «One Night Only», шоу должно было состояться в конце декабря 1995 года с трансляцией на телеканале HBO. Однако из-за проблем со здоровьем музыкант был вынужден отменить концерт за несколько дней до запланированной даты.
Летом 1996 года Джексон дал единственный в своём роде концерт в Брунее в честь дня рождения султана. В сет-лист вошли известные ранее хиты музыканта, а также песни из новой пластинки.
В сентябре 1996 г. в Чехии стартовал третий сольный мировой тур Майкла Джексона в поддержку альбома HIStory — HIStory World Tour. В рамках этой серии концертов 17 сентября 1996 г. состоялся второй приезд Джексона в Россию: музыкант дал концерт на стадионе Динамо в Москве. Шоу стало самым масштабным мероприятием в истории московского стадиона: концерт посетила 71 тысяча зрителей. Турне продолжалось чуть больше года, и завершилось в октябре 1997 г. в ЮАР, всего музыкант дал 89 концертов, их посетили около 4,5 млн человек. HIStory World Tour стал самым посещаемым и прибыльным туром Джексона, певец заработал около 165 млн долларов, при этом большая часть доходов с продаж билетов была отправлена на благотворительные цели.
Кроме того, музыкант исполнил композиции из HIStory на нескольких церемониях вручения наград: «MTV Video Music Awards» 1995, «World Music Awards» и «Brit Awards» 1996. В 1995 г. Джексон выступил с песнями из альбома на немецком телешоу «Wetten, dass..?», а также в 1999 г. на двух благотворительных концертах MJ & Friends.

## Реакция критиков
| Оценки критиков      | Оценки критиков         |
| Источник             | Оценка                  |
| -------------------- | ----------------------- |
| Роберт Кристгау      | ** (достойная внимания) |
| New York Times       | ниже среднего           |
| Allmusic             | [ 116 ]                 |
| Entertainment Weekly | B                       |
| Ebony                | положительная           |
| Rolling Stone        | [ 29 ]                  |
| Renownedforsound.com | положительная           |
| Cashbox              | положительная           |
| de Volkskrant        | положительная           |
| Albumism.com         | положительная           |

Большинство критиков увязали альбом с последними событиями в биографии музыканта. Рецензенты New York Times, Daily News и других изданий свели свои музыкальные обзоры к рассуждениям о «странностях» «ненормального», «мнительного», «мстительного, мелочного и слезливого» Майкла Джексона. Пластинку обвиняли в излишне мрачном, агрессивном настрое и слишком разительных тематических контрастах.
Армонд Уайт в своей рецензии писал: «Примитивно выглядят жалобы критиков на то, что гнев Джексона в HIStory мотивирован личными причинами. Это действительно так, но музыкант вывел эту ярость в контекст национального увечья». По мнению Уайта, через эту пластинку музыкант повествует о болезни социума и утраченной человечности американской нации. Рецензент Rolling Stone также отметил, что в новых композициях певцу удалось связать печальные события в жизни с универсальными понятиями о несправедливости: он изобличает в них жадность и тотальную ненадёжность. Журналист портала Acoustic Sciences Corporation писал, что звучание HIStory серьёзно отличается от других альбомов середины 90-х гг.: «Там, где большинство поп-музыкантов обходится слабым живым инструменталом, разбавленным звуками синтезаторов, этот альбом Джексона объединяет известнейших музыкантов и продюсеров, полноценный оркестр и несколько хоров». Рецензент отметил беспрецедентное для популярной музыки богатство инструментала и вокала и сравнил звучание пластинки со стеной звука Фила Спектора: «Эти записи Майкла Джексона несут не менее самобытное, хотя и несколько иное ощущение глубокого пространства». Некоторые критики сошлись во мнении, что сочетание нескольких песен, открывающих HIStory, сильнее, чем на остальных студийных пластинках музыканта. В журнале The Atlantic отметили широкий спектр социальных проблем, затронутых Джексоном в этом альбоме: расизм, материализм, коррупция, искажение событий средствами массовой информации, проблемы экологии и другие. Рецензенту Allmusic лучшими на пластинке показались треки «You Are Not Alone», «Scream» и «Stranger in Moscow», однако в целом он посчитал HIStory самым слабым альбомом певца с середины 70-х. Журналист газеты de Volkskrant отметил, что Джексон сумел снабдить композиции интересными фанковыми аранжировками, а также «преобразовать свои гневные эмоции в потрясающие песни, которые звучат острее, прямолинейнее и современнее всего того материала, что он записал со времён Thriller». По мнению критика Huffington Post пластинка в ретроспективе является одним из самых недооценённых альбомов Майкла Джексона. «Он соединил добротный сборник хитов с новым материалом, показавшим его настрой, он искал пределы своих творческих способностей. Возможно, гнева в этой пластинке было слишком много для публики середины 90-х, но при повторной оценке, становится ясно: HIStory — это портрет Майкла Джексона как исполнителя, автора песен, продюсера, гуманиста, человека, создающего эту музыку», — писал критик портала Renownedforsound.com.

## Список композиций
| №                   | Название                                               | Автор(ы)                          | Оригинальный альбом | Длительность |
| ------------------- | ------------------------------------------------------ | --------------------------------- | ------------------- | ------------ |
| 1.                  | «Billie Jean»                                          | Майкл Джексон                     | Thriller            | 4:54         |
| 2.                  | «The Way You Make Me Feel»                             | Джексон                           | Bad                 | 4:57         |
| 3.                  | «Black or White»                                       | Джексон Билл Ботрелл              | Dangerous           | 4:15         |
| 4.                  | «Rock with You»                                        | Род Темпертон                     | Off the Wall        | 3:40         |
| 5.                  | «She’s Out of My Life»                                 | Том Балер                         | Off the Wall        | 3:38         |
| 6.                  | «Bad»                                                  | Джексон                           | Bad                 | 4:07         |
| 7.                  | «I Just Can’t Stop Loving You» (дуэт с Саидой Гарретт) | Джексон                           | Bad                 | 4:12         |
| 8.                  | «Man in the Mirror»                                    | Саида Гарретт Глен Баллард        | Bad                 | 5:19         |
| 9.                  | «Thriller»                                             | Темпертон                         | Thriller            | 5:57         |
| 10.                 | «Beat It»                                              | Джексон                           | Thriller            | 4:18         |
| 11.                 | «The Girl Is Mine» (дуэт с Полом Маккартни)            | Джексон                           | Thriller            | 3:41         |
| 12.                 | «Remember the Time»                                    | Джексон Тедди Райли Бернард Белль | Dangerous           | 3:59         |
| 13.                 | «Don’t Stop ’til You Get Enough»                       | Джексон                           | Off the Wall        | 6:05         |
| 14.                 | «Wanna Be Startin’ Somethin’»                          | Джексон                           | Thriller            | 6:04         |
| 15.                 | «Heal the World»                                       | Джексон                           | Dangerous           | 6:27         |
| Общая длительность: | Общая длительность:                                    | Общая длительность:               | Общая длительность: | 71:33        |

| №                   | Название                                    | Автор(ы)                                             | Длительность |
| ------------------- | ------------------------------------------- | ---------------------------------------------------- | ------------ |
| 1.                  | «Scream» (с Джанет Джексон)                 | Майкл Джексон Джанет Джексон Джимми Джем Терри Льюис | 4:38         |
| 2.                  | «They Don’t Care About Us»                  | Джексон                                              | 4:44         |
| 3.                  | «Stranger in Moscow»                        | Джексон                                              | 5:44         |
| 4.                  | «This Time Around» (с The Notorious B.I.G.) | Джексон Даллас Остин Брюс Свиден Рене Мур            | 4:20         |
| 5.                  | «Earth Song»                                | Джексон                                              | 6:46         |
| 6.                  | «D.S.»                                      | Джексон                                              | 4:49         |
| 7.                  | «Money»                                     | Джексон                                              | 4:41         |
| 8.                  | «Come Together»                             | Джон Леннон Пол Маккартни                            | 4:02         |
| 9.                  | «You Are Not Alone»                         | R. Kelly                                             | 5:45         |
| 10.                 | «Childhood» (тема «Освободите Вилли 2»)     | Джексон                                              | 4:28         |
| 11.                 | «Tabloid Junkie»                            | Джексон Джем Льюис                                   | 4:32         |
| 12.                 | «2 Bad» (с Шакилом О’Нилом)                 | Джексон Свиден Мур Остин                             | 4:49         |
| 13.                 | «HIStory»                                   | Джексон Джем Льюис                                   | 6:37         |
| 14.                 | «Little Susie»                              | Джексон                                              | 6:13         |
| 15.                 | «Smile» (трибьют Чарли Чаплину)             | Чарльз Чаплин Джон Тёрнер                            | 4:56         |
| Общая длительность: | Общая длительность:                         | Общая длительность:                                  | 77:04        |

## Участники записи
| - Майкл Джексон — исполнительный продюсер, автор музыки и текстов, вокал, бэк-вокал, гитара, ударные, перкуссия, клавишные инструменты, синтезаторы, аранжировка струнных, клавишных, духовых вокала. - Джимми Джем и Терри Льюис — продюсирование, авторы музыки, клавишные, партии баса на синтезаторах, ударные и перкуссия, программирование синтезаторов, ударных - Даллас Остин, Брюс Свиден, Рене Мур — продюсирование, авторы музыки и текстов, аранжировки - Дэвид Фостер — продюсирование, аранжировка оркестров, рояль, клавишные - Элмер Бернштейн, Билл Росс — аранжировка оркестров - Эмили Бернштейн, Брэд Баксер, Джеофф Грейс — оркестровки - R. Kelly — клавишные, синтезаторы, продюсирование, автор музыки и текста («You Are Not Alone») - Брэд Баксер, Джонни Мэнделл — клавишные, программирование клавишных, струнные, аранжировки - Биг «Джим» Райт и Джонатан Маккей — партии роялей - Джанет Джексон — вокал, бэк-вокал, аранжировка вокала («Scream») - Notorious B.I.G., Шакил О’Нил — рэп-секции - Слэш — гитарные соло - Boyz II Men — бэк-вокал - Хор Андре Крауча, детский хор Нью-Йорка, детский хор Лос-Анджелеса, Boyz II Men, Брайан Лорен, Кэрол Деннис, Джеки Гуч, Глория Августус, Линда Маккрери — бэк-вокал - Майкл Боддикер, Аннетт Сандерс, Макси Андерсон — дирижёры детских хоров | - «Биг Джим» Райт — орган - Пол Пибоди — скрипка - Эдмер Бернштейн, Джереми Лаббок, Билл Росс и Сьюзи Катаяма — дирижёры оркестров - Джесси Леви и Нэйтан Капрофф — координация оркестров - Ларри Уильямс, Джерри Хей, Гари Грант, Билл Рейченбах, Ким Хатчкрофт — духовые - Джерри Хей — аранжировка духовых - Стив Поркаро, Дэвид Пейч, Билл Боттрелл, Даллас Остин, Рене Мур, Саймон Франглен, Грег Филлингейнс, Лафайет Картон, Майкл Боддикер, Чак Уайлд, Роб Арбиттер, Гэри Аданте, Джон Барнс, Рэнди Уолмен — клавишные и синтезаторы - Эндрю Шепс, Саймон Франглен — программирование синклавиров - Найл Роджерс, Тревор Рабин, Пол Джексон мл., Стив Люкатер, Билл Боттрелл, Джефф Миринофф, Роб Хоффман, Майкл Томпсон, Джен Лей — гитары - Саймон Франглен, Стив Поркаро, Брэд Баксер, Питер Мокран, Майкл Боддикер, Чак Уайлд, Эндрю Шепс, Рик Шеппард, Роб Хоффман, Бобби Брукс, Джефф Бова, Крис Палмеро, Джейсон Майлз, Эрни Шульце, Гркгг Мангиафико — программирование синтезаторов - Питер Мокран, Эндрю Шепс — программирование ударных - Билл Боттрелл, Бадди Уилльямс, Брюс Свиден, Паулино да Коста, Саймон Франглен, Рене Мур, Чак Уайлд, Бобби Брукс, Брайан Лорен, Омар Хаким, Стив Ферроне — ударные и пекуссия - Дэвид Пейч, Колин Вольф, Луис Джонсон, Уэйн Педзвотер, Кит Ростер, Дуг Григсби, Гай Пратт — бас-гитары - Грег Филлингейнс — партии баса на синтезаторах |

## Позиции в чартах и сертификации
| Чарт (1995—97)     | Высшая позиция |
| ------------------ | -------------- |
| Австралия          | 1              |
| Австрия            | 2              |
| Аргентина          | 2              |
| Бельгия (Валлония) | 1              |
| Бельгия (Фландрия) | 1              |
| Великобритания     | 1              |
| Венгрия            | 4              |
| Германия           | 1              |
| Гонконг            | 1              |
| Дания              | 1              |
| Европа             | 1              |
| Израиль            | 1              |
| Индонезия          | 1              |
| Ирландия           | 1              |
| Испания            | 1              |
| Италия             | 1              |
| Канада             | 1              |
| Малайзия           | 1              |
| Мексика            | 1              |
| Нидерланды         | 1              |
| Новая Зеландия     | 1              |
| Норвегия           | 1              |
| Португалия         | 2              |
| Сингапур           | 1              |
| США                | 1              |
| Таиланд            | 1              |
| Тайвань            | 1              |
| Турция             | 1              |
| Финляндия          | 3              |
| Франция            | 1              |
| Чили               | 1              |
| Швейцария          | 1              |
| Швеция             | 3              |
| Южная Корея        | 1              |
| Япония             | 1              |

| Страна                 | Сертификация   |
| ---------------------- | -------------- |
| Бразилия (ABPD)        | Золотой        |
| Мексика (AMPROFON)     | Золотой        |
| Италия (FIMI)          | Золотой        |
| Аргентина (CAPIF)      | Платиновый     |
| Норвегия (IFPI)        | Платиновый     |
| Финляндия (IFPI)       | Платиновый     |
| Чехия (IFPI)           | Платиновый     |
| Швеция (IFPI)          | Платиновый     |
| Австрия (IFPI)         | 2× Платиновый  |
| Польша (ZPAV)          | 2× Платиновый  |
| Япония (RIAJ)          | 2× Платиновый  |
| Германия (BVMI)        | 3× Платиновый  |
| Испания (PROMUSICAE)   | 3× Платиновый  |
| Швейцария (IFPI)       | 3× Платиновый  |
| Нидерланды (NVPI)      | 3× Платиновый  |
| Великобритания (BPI)   | 4× Платиновый  |
| Тайвань (RIT)          | 4× Платиновый  |
| Бельгия (Ultratop)     | 5× Платиновый  |
| Канада (Music Canada)  | 5× Платиновый  |
| США (RIAA)             | 8× Платиновый  |
| Австралия (ARIA)       | 8× Платиновый  |
| Новая Зеландия (RIANZ) | 9× Платиновый  |
| Дания (IFPI)           | 11× Платиновый |
| Франция (SNEP)         | Бриллиантовый  |

## Награды и номинации
| Год  | Награда                | Номинированная работа                     | Категория                                              | Результат | Источник |
| ---- | ---------------------- | ----------------------------------------- | ------------------------------------------------------ | --------- | -------- |
| 1995 | MTV Video Music Awards | «Scream»                                  | Лучшее танцевальное видео                              | Победа    | [ 162 ]  |
| 1995 | MTV Video Music Awards | «Scream»                                  | Лучшая работа художника-постановщика                   | Победа    | [ 162 ]  |
| 1995 | MTV Video Music Awards | «Scream»                                  | Лучшая хореография                                     | Победа    | [ 162 ]  |
| 1995 | MTV Video Music Awards | «Scream»                                  | Видео года                                             | Номинация | [ 163 ]  |
| 1995 | MTV Video Music Awards | «Scream»                                  | Лучшее ритм-н-блюз видео                               | Номинация | [ 163 ]  |
| 1995 | MTV Video Music Awards | «Scream»                                  | Видео-прорыв                                           | Номинация | [ 163 ]  |
| 1995 | MTV Video Music Awards | «Scream»                                  | Лучшая работа режиссёра                                | Номинация | [ 163 ]  |
| 1995 | MTV Video Music Awards | «Scream»                                  | Лучшие спецэффекты                                     | Номинация | [ 163 ]  |
| 1995 | MTV Video Music Awards | «Scream»                                  | Лучшая работа редактора                                | Номинация | [ 163 ]  |
| 1995 | MTV Video Music Awards | «Scream»                                  | Лучшая синематография                                  | Номинация | [ 163 ]  |
| 1995 | MTV Video Music Awards | «Scream»                                  | Выбор телезрителей                                     | Номинация | [ 163 ]  |
| 1995 | Billboard Music Awards | «You Are Not Alone»                       | Специальная награда за дебют на первой строчке Hot 100 | Победа    | [ 84 ]   |
| 1996 | Grammy Awards          | HIStory: Past, Present and Future, Book I | Альбом года                                            | Номинация | [ 164 ]  |
| 1996 | Grammy Awards          | «Scream»                                  | Лучшее музыкальное видео                               | Победа    | [ 165 ]  |
| 1996 | Grammy Awards          | «Scream»                                  | Лучшее вокальное сотрудничество                        | Номинация | [ 164 ]  |
| 1996 | Grammy Awards          | «You Are Not Alone»                       | Лучший мужской поп-вокал                               | Номинация | [ 164 ]  |
| 1996 | Bravo Otto Awards      | HIStory: Past, Present and Future, Book I | Лучший альбом                                          | Победа    | [ 1 ]    |
| 1996 | Genesis Awards         | «Earth Song»                              | Музыкальная награда Дорис Дэй                          | Победа    | [ 1 ]    |
| 1996 | «Dansk Grammy»         | HIStory: Past, Present and Future, Book I | Лучший зарубежный альбом                               | Победа    | [ 1 ]    |
| 1996 | NAACP Image Awards     | «Earth Song»                              | Выдающееся музыкальное видео                           | Номинация | [ 166 ]  |
| 1996 | NAACP Image Awards     | «Scream»                                  | Выдающееся музыкальное видео                           | Номинация | [ 166 ]  |
| 1996 | NAACP Image Awards     | «You Are Not Alone»                       | Выдающаяся песня                                       | Номинация | [ 166 ]  |
| 1997 | Grammy Awards          | «Earth Song»                              | Лучшее музыкальное видео                               | Номинация | [ 167 ]  |